# Too Keen a Sense of Humour
Too Keen a Sense of Humour è un cortometraggio muto del 1911 diretto da Frank Wilson.

## Trama
I problemi di uno che non riesce a non ridere di tutto e di tutti.

## Produzione
Il film fu prodotto dalla Hepworth.

## Distribuzione
Distribuito dalla Hepworth, il film - un cortometraggio di 93,88 metri - uscì nelle sale cinematografiche britanniche nell'aprile 1911.
Si conoscono pochi dati del film che, prodotto dalla Hepworth, fu distrutto nel 1924 dallo stesso produttore, Cecil M. Hepworth. Fallito, in gravissime difficoltà finanziarie, il produttore pensò in questo modo di poter almeno recuperare il nitrato d'argento della pellicola.